# 유럽 도서관
유럽 도서관(European Library)은 유럽 각지 48개의 국립 도서관의 리소스에 대한 액세스를 제공하는 인터넷 서비스이다. 리소스는 디지털화된 것도 디지털화되지 않은 것도 있으며, 서적, 잡지, 음성 기록, 기타 자료가 있다. 검색은 무료로 메타 데이터 및 디지털 개체 정보를 얻을 수 있으나 일부는 유료이다. 운영은 23개국 48개 국립 도서관에 의한 컨소시엄이 실시하고 이 포털의 서비스 유지 보수 및 개발의 책임을 맡고 있다.

## 같이 보기
- 유로피아나